# Dendromus insignis
Dendromus insignis (Thomas, 1903) è un roditore della famiglia dei Nesomiidi diffuso nell'Africa orientale.

## Descrizione

### Dimensioni
Roditore di piccole dimensioni, con la lunghezza della testa e del corpo tra 68 e 96 mm, la lunghezza della coda tra 84 e 113 mm, la lunghezza del piede tra 20,5 e 24 mm, la lunghezza delle orecchie tra 13 e 18 mm e un peso fino a 27 g.

### Aspetto
La pelliccia è lunga e densa. Le parti dorsali sono marroni con dei riflessi rossastri o giallo-brunastri, la base dei peli è grigia, mentre le parti ventrali e i fianchi sono giallo-brunastre, una parte del mento e della gola sono bianche. Una larga striscia nera dorsale scorre dalla nuca fino alla base della coda. Le orecchie sono ricoperte da piccoli peli marroni o neri. I piedi sono grigio argentati. La coda è più lunga della testa e del corpo, marrone scura sopra, più chiara sotto e cosparsa di lunghi peli grigio argentati. Le femmine hanno due paia di mammelle pettorali e due inguinali. 

## Biologia

### Comportamento
È una specie arboricola e solitaria, attiva sia di giorno che di notte. Tuttavia è più attiva al suolo rispetto agli altri membri del genere Dendromus, dove può costruire nidi in buche nel terreno.

### Alimentazione
Si nutre di semi, bacche rossastre e artropodi.

### Riproduzione
Danno alla luce fino a quattro piccoli alla volta tra settembre e maggio.

## Distribuzione e habitat
Questa specie è diffusa nelle regioni montane dell'Uganda, Ruanda, Repubblica Democratica del Congo centro-orientale, Kenya e Tanzania.
Vive in zone densamente erbose, in foreste secondarie e boschi di bambù fino a 2.000 metri di altitudine e in zone alpine e sub-alpine fino a 4.700 metri.

## Conservazione
La IUCN Red List, considerato il vasto areale e la popolazione presumibilmente numerosa , classifica D.insignis come specie a rischio minimo (Least Concern).